# Fédération nationale des indépendants
 (octobre 2007).
Si vous disposez d'ouvrages ou d'articles de référence ou si vous connaissez des sites web de qualité traitant du thème abordé ici, merci de compléter l'article en donnant les références utiles à sa vérifiabilité et en les liant à la section « Notes et références ».
Pour les articles homonymes, voir FNI.
La Fédération nationale des indépendants (FNI) est un parti politique français libéral-conservateur, classé à l'extrême droite, actif de 1987 à 1992.

## Histoire
Il est créé fin 1987 par des membres du Centre national des indépendants et paysans (CNIP) qui n'ont pas accepté la rupture de celui-ci avec la ligne « pas d'ennemis à droite » lorsque le CNIP a été dirigé par Jacques Féron et Yvon Briant, tous deux liés au RPR. La Fédération nationale des indépendants se constitue sous la présidence de l'ancien ministre Philippe Malaud, président du CNIP de 1980 à 1987, et rallie nombre de fédérations indépendantes de province.
La FNI entendait respecter la doctrine originelle des indépendants dont les élus n'avaient pas à répondre de leur vote à la formation qui les rassemblait (d'où le terme d'« indépendants »).
Le retour de Malaud au CNIP en 1992 acte la fin du parti scissionnaire.

## Organisation
Le Trombinoscope, édition 1988/2, donne la structure de la FNI composée comme suit : 
- Président : Philippe Malaud, ancien ministre, député européen ;
- Président d'honneur : Édouard Frédéric-Dupont, ancien ministre, député ;
- Vice-présidente : Marie-Joëlle Guillaume et Roger Palmieri, député européen ;
- Secrétaire général : Michel de Rostolan, ancien député.